# Messe München (Gelände)

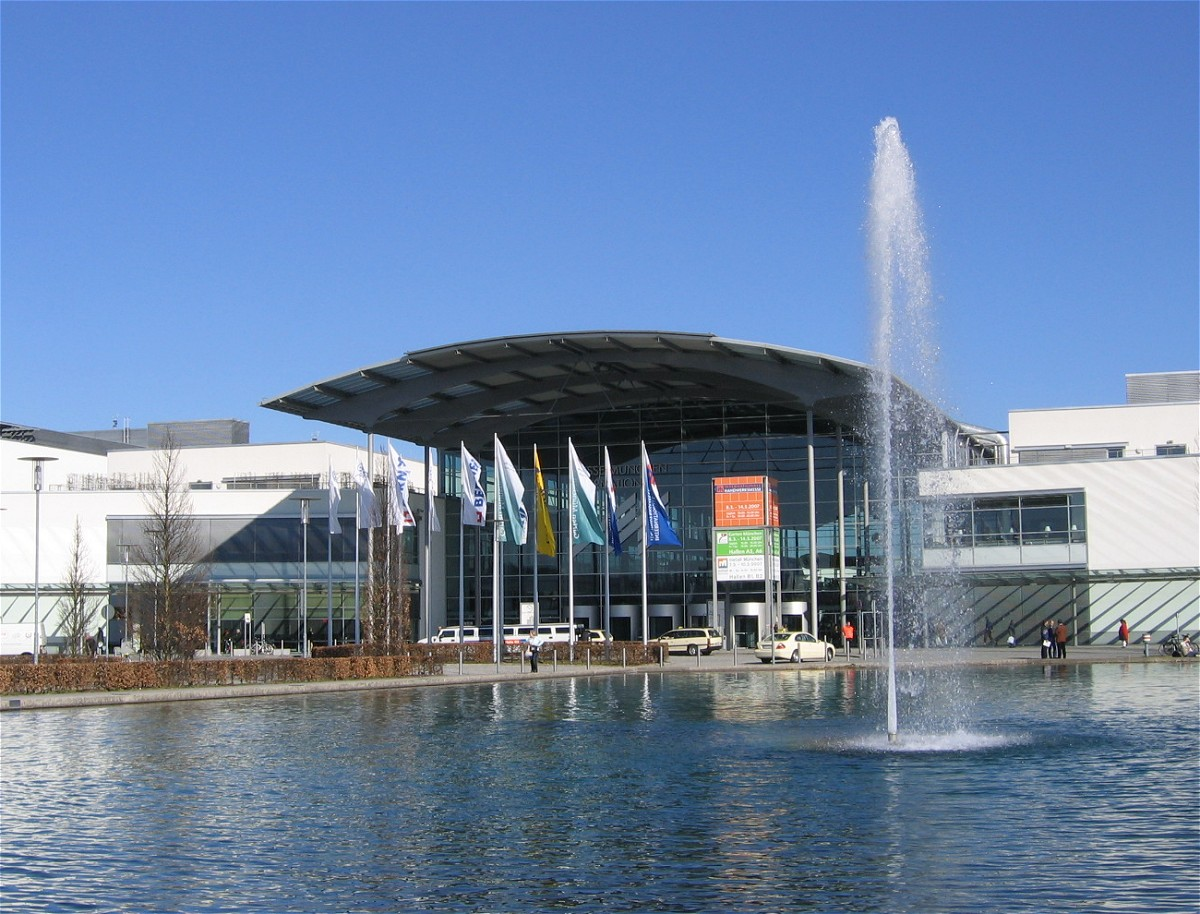
Westlicher Haupteingang; im Vordergrund der Messesee

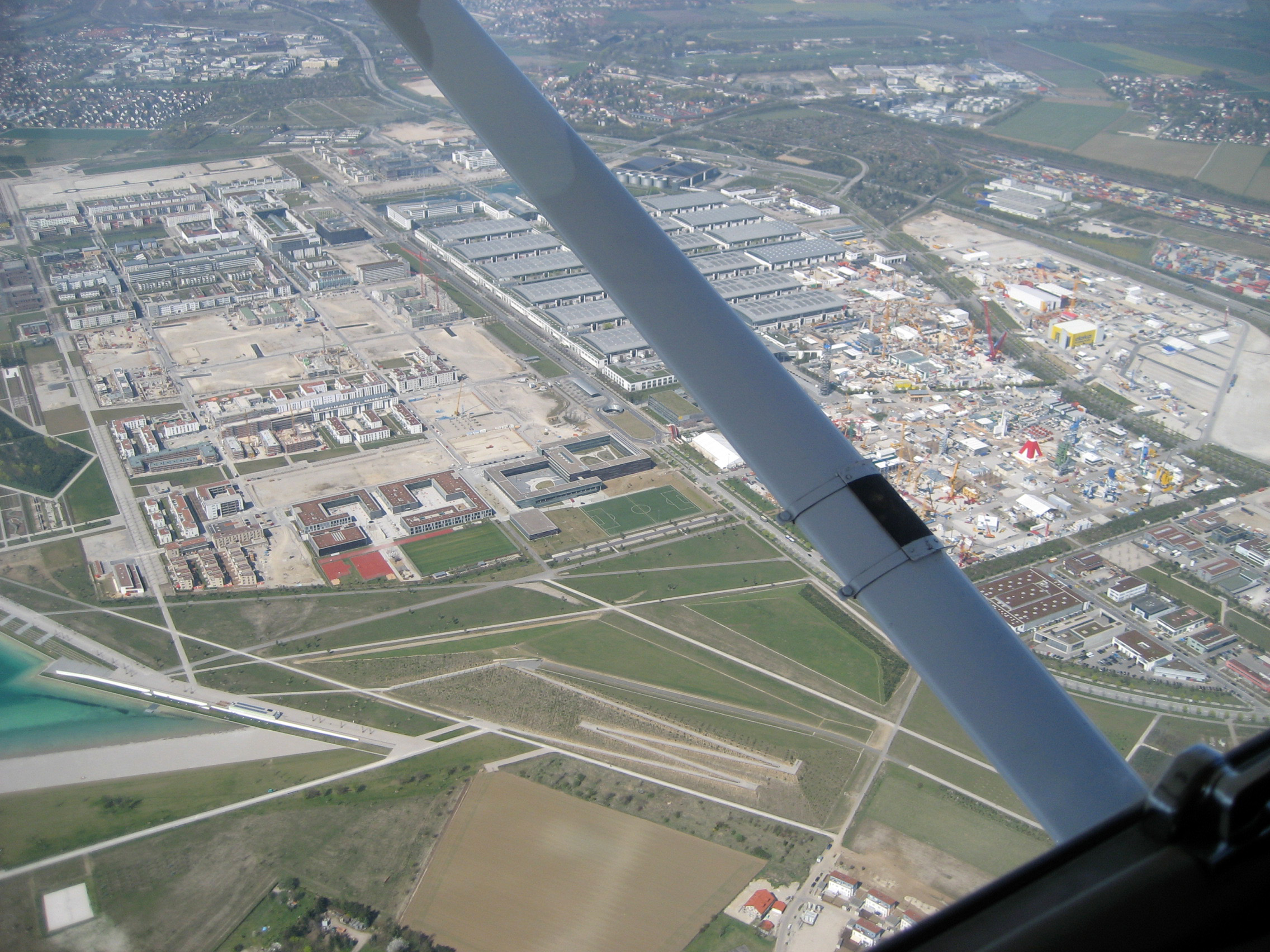
Luftbild der Messestadt, das Messegelände befindet sich in der rechten oberen Bildhälfte

Die Messe München (früher: Neue Messe München) ist ein von 1994 bis 1998 erbautes Messegelände in der Messestadt Riem im östlichen Münchner Stadtbezirk Trudering-Riem. Betrieben wird es von der Messe München GmbH.

## Lage und Verkehrsanbindung
Das Messegelände wurde auf der nördlichen Hälfte des ehemaligen Flughafens München-Riem erbaut. Es wird südlich von der Willy-Brandt-Allee und der Wohnbebauung der Messestadt Riem sowie den Riem Arcaden begrenzt, dort befinden sich auch die beiden U-Bahnhöfe Messestadt West und Messestadt Ost der Linie U2. Im Norden führt die Autobahn A 94 vorbei, an die das Messegelände mit zwei Auffahrten angeschlossen ist. Noch weiter nördlich liegt die S-Bahn-Station München-Riem, von dort verläuft seit 2001 ein Gleis für Güterverkehr zum Messegelände. Ein direkter Anschluss der Messe an die S-Bahn wird im Zuge des Baus des Erdinger Ringschlusses diskutiert, was auch eine direkte Anbindung an den Münchner Flughafen zur Folge hätte. Der Messeturm München befindet sich an der Ostseite des Hallenbereichs.

## Gelände und Gebäude
Herzstück des Messegeländes sind die 18 (je 6 in 3 Reihen) Messehallen mit insgesamt 200.000 m² Ausstellungsfläche. Dazu kommen – je nach Bedarf – noch einmal 414.000 m² Freiflächen in Norden und Osten des Geländes. Die insgesamt fünf Eingangshallen bieten insgesamt weitere 12.000 m² Nutzfläche. Die beiden größten Eingangshallen „Eingang West“ und „Eingang Ost“ sind durch ein ca. 650 m langes und 35 m breites begrüntes Atrium, welches sich zwischen A- und B-Riegel befindet, verbunden. Das Atrium soll vor allem als „Pausenzone“ diesen, hier finden sich zahlreiche Sitzgelegenheiten, Raucherzonen und Verpflegungsangebote. Die „Eingangshalle Nord“ befindet sich achsensymmetrisch nördlich der Hallen C3 und C4. Nach ihrer Errichtung wurde sie zunächst als internationales Pressezentrum für die Fussball-WM 2006 genutzt, und im Anschluss daran der Messe übergeben. Der vor dem Eingang installierte WM-Brunnen soll daran erinnern. Eingang Nordwest entstand im Zuge der Errichtung des Parkhaus Nordwest, Eingang Nordost bildet eine Einheit mit dem Congress Center Nord.
Sämtliche Anlagen sind variabel kombinier- unterteil- und abtrennbar, so dass je nach Bedarf mehrere Veranstaltungen zeitgleich parallel und voneinander unabhängig durchgeführt werden können.
Am westlichen Eingang befinden sich das Internationale Congress Center München (ICM), das Messehaus sowie der Messesee. Der große Kongresssaal im ICM wird aufgrund seiner Größe und Lage auch als „Halle B0“ bezeichnet, und bisweilen auch so genutzt. Vor dem östlichen Eingang steht der 86 Meter hohe Messeturm. Architekten waren Bystrup, Bregenhoj + Partners, Kaup, Scholz, Jesse + Partner. Auf dem Dach der Messehallen wurde die zum Zeitpunkt der Fertigstellung weltgrößte Photovoltaikanlage auf einem Gebäudedach installiert. Sie produziert pro Jahr etwa 1.000 MWh Strom. Am nordwestlichen sowie südöstlichen Ende der Messe befinden sich zwei Parkhäuser mit insgesamt etwa 5700 Stellplätzen. Das Freigelände wird als Parkplatz oder bei großen Messen (wie bspw. der Bauma) als zusätzliche Ausstellungsfläche genutzt.
Alle Hallen weisen eine rechteckige und vollständig stützenfreie Grundfläche auf. In regelmäßigen Abständen sind mit Lkw befahrbare Bodenkanäle mit Leitungen für Wasser, Strom und Breitbandversorgung verlegt. 17 Hallen sind 11 Meter hoch, Halle B6 wird als „Hochhalle“ bezeichnet, und bietet abweichend eine lichte Höhe von 16 Metern.
Zur Eröffnung wurden lediglich das ICM und 12 Ausstellungshallen (Reihen A und B), sowie ein Teil der späteren Halle C3, welche zunächst als „Eingang Nord“ genutzt wurde, errichtet, der Bereich des späteren C-Riegels wurde als Freigelände genutzt. Mit über 600.000 Quadratmetern galt dieses als größtes Freigelände Europas. Durch das (von Anfang an geplante) Hinzufügen dieser Hallen musste das Freigelände naturgemäß schrumpfen. Dies wurde durch das Hinzufügen des Ausstellungsfreigelände Nord nördlich der Paul-Henri-Spark Straße teilweise ausgeglichen. Da dieser Bereich keine direkte Verbindung zum restlichen Messeareal aufweist, dient er hauptsächlich als Parkplatz oder vom Messebetrieb unabhängiges Eventgelände. Lediglich während der weltgrößten Messe „BAUMA“, die im 3-Jahres-Rhythmus stattfindet, wird auch dieser Bereich von Ausstellern belegt.
Während die 12 Hallen der Riegel A und B jeweils die gleiche Grundfläche von 171*72 m aufweisen, sind die C-Hallen bei gleicher Breite etwas kürzer, und nicht alle gleich in Längen zwischen 139 und 143 m ausgeführt. Im Jahr 2001 wurden die Hallen C1 und C2 errichtet, 2004 erfolgte der Vollausbau von Halle C3, ebenso kamen Halle C4, und der neue Eingang Nord hinzu. Von Juni 2016 bis Dezember 2018 wurde schließlich der „Endausbau“ erreicht, in dem die letzten beiden Hallen C5 und C6, der fünfte Messe-Eingang „Nordost“  sowie ein zusätzlicher Kongressbereich mit 1200 m² Fläche (Congress Center Nord, CCN) hinzugefügt wurden. Die Baukosten sollen bei 105 Millionen Euro liegen, weitere Ausbauten seien nicht mehr geplant.
Im Jahr 2019 kaufte die Messegesellschaft eine Ackerfläche, die sich in direkter Nachbarschaft, allerdings bereits in der Nachbargemeinde Feldkirchen befindet. Mit etwas Verzögerung soll dieses dreieckige, 5,4ha große Areal nun zur „BAUMA 2025“ als multifunktionale Ausstellungs-, Event- oder Parkfläche zur Verfügung stehen. Hierzu wurde eine 2-spurig befahrbare Brücke über die Ottendichler Straße errichtet, welche den neuen Bereich direkt mit dem Ausstellungsfreigelände Nord verbindet. Mit dieser Erweiterung stehen 468.000 m² als Freigelände zur Verfügung.

### Messesee

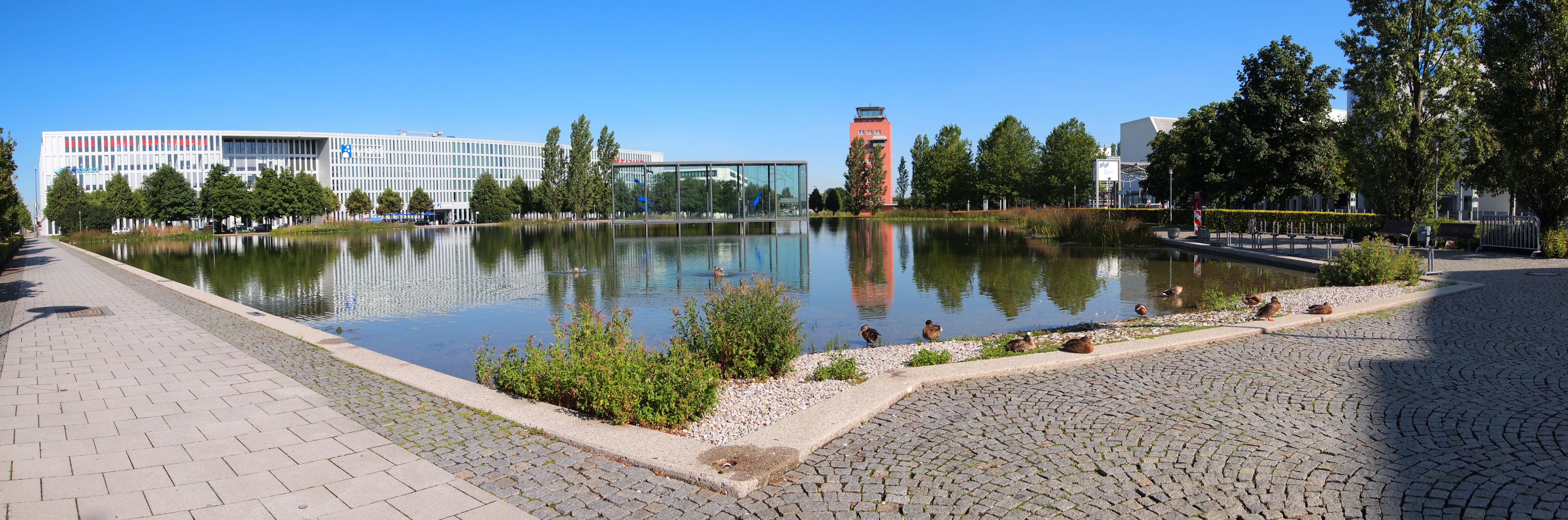
Blick auf den Messesee, im Hintergrund der alte Flughafentower

Westlich der Messehallen liegt – zwischen dem ehemaligen Flughafentower im Norden und der U-Bahn-Station Messestadt West bzw. dem Willy-Brandt-Platz im Süden – der 390 m lange und 46 bis 94 m breite Messesee mit einer Wasserfläche von 2,6 ha. Er wird in der Mitte von einem auf den Haupteingang zulaufenden Damm in einen nördlichen und einen südlichen Teil getrennt. Auf dem Damm verläuft die Straße „Am Messesee“ als Verlängerung der Joseph-Wild-Straße, sie wird während Messeveranstaltungen als Anfahrtstrecke für Taxis genutzt. Der See fällt vom Damm aus nach Norden über eine, nach Süden über zwei Spundwände ab, so dass ein durchgehender Wasserfluss erreicht wird. In den dadurch entstehenden Becken befinden sich drei Wasserfontänen, die die Sommermonate über in Betrieb sind. Am Nordende läuft das Wasser in ein mit Steinen gefülltes Versickerungsbecken. Die Ufer sind stellenweise mit Schilf bewachsen. Vor dem Eingang zur Messe steht die zweiteilige Installation Gran Paradiso des Münchner Künstlers Stephan Huber aus dem Jahr 1997 im Wasser.